# Tour solaire (thermique)
Pour les articles homonymes, voir Tour solaire.

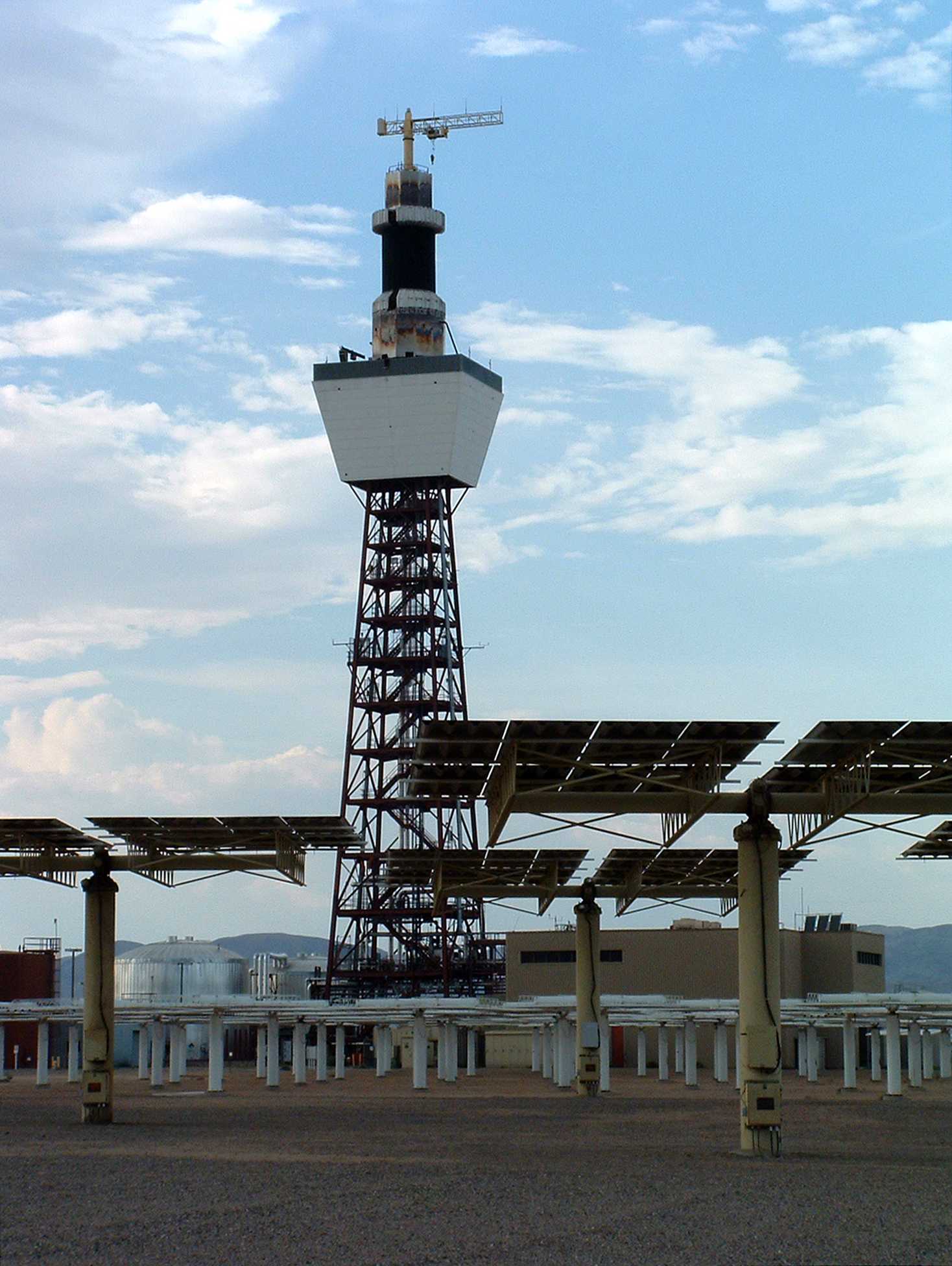
La tour solaire thermique déclassée Solar Two près de Barstow, en Californie.

Certaines centrales thermiques solaires sont constituées d'une tour solaire thermique et d'héliostats.
La tour reçoit la lumière du soleil concentrée par les héliostats. La technique solaire thermique concentrée est vue comme une solution viable d'énergie renouvelable permettant une production d'énergie sans pollution, avec une technologie disponible.
Les premiers modèles utilisaient les rayons concentrés pour chauffer de l'eau, et utilisaient la vapeur produite pour alimenter une turbine. De nouveaux modèles utilisant du sodium liquide ont été testés, et des systèmes utilisant des sels fondus (40 % de nitrate de potassium et 60 % de nitrate de sodium) comme fluides sont maintenant en fonctionnement. Ces fluides ont une capacité calorifique élevée, qui peut être utilisé pour stocker l'énergie, avant de l'utiliser pour faire bouillir l'eau afin d'actionner des turbines. Ces conceptions permettent de générer de la puissance lorsque le soleil ne brille pas.

## Exemples de centrales solaires à héliostats

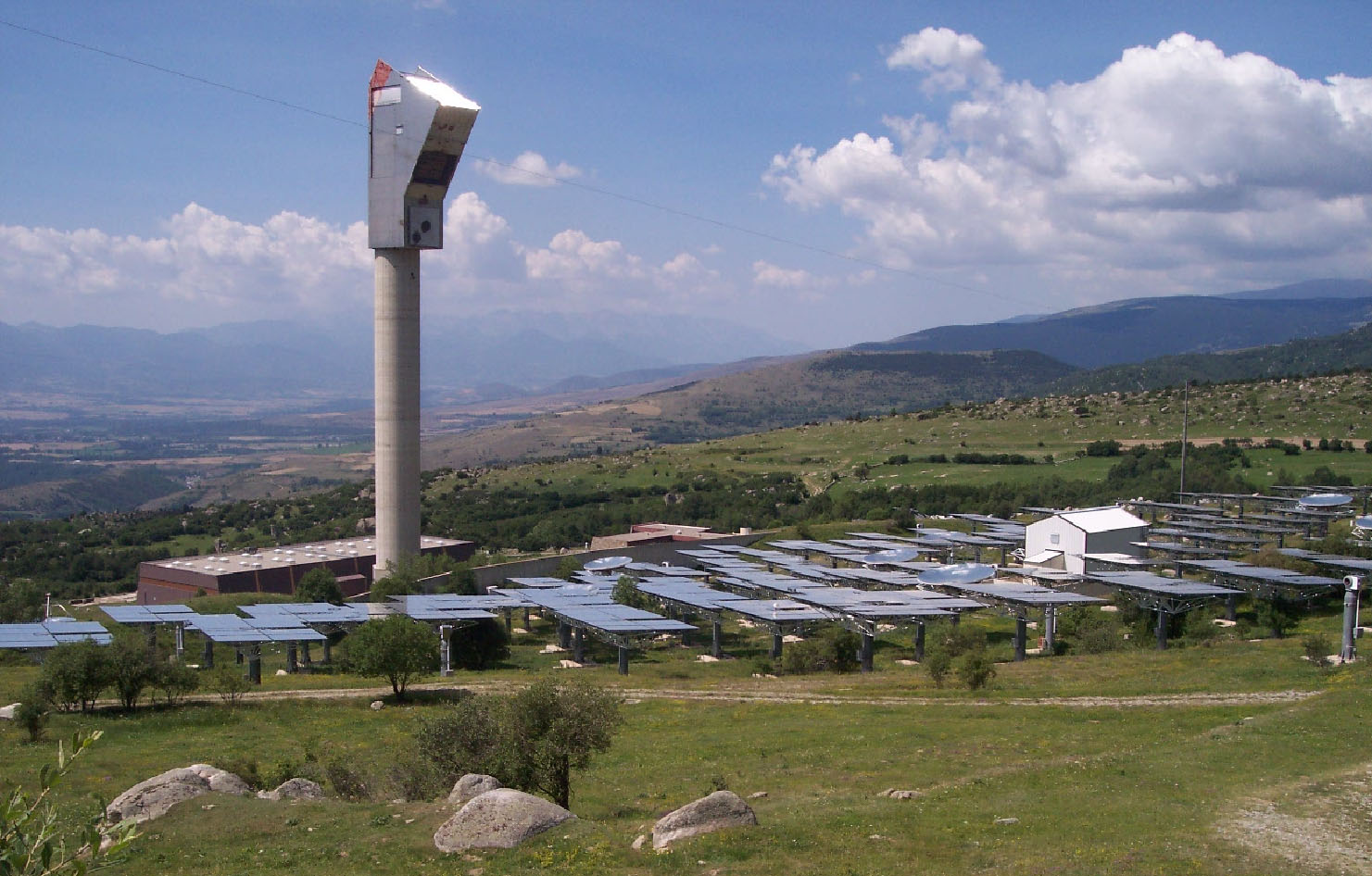
Tour solaire de la centrale solaire Thémis dans les Pyrénées-Orientales, France

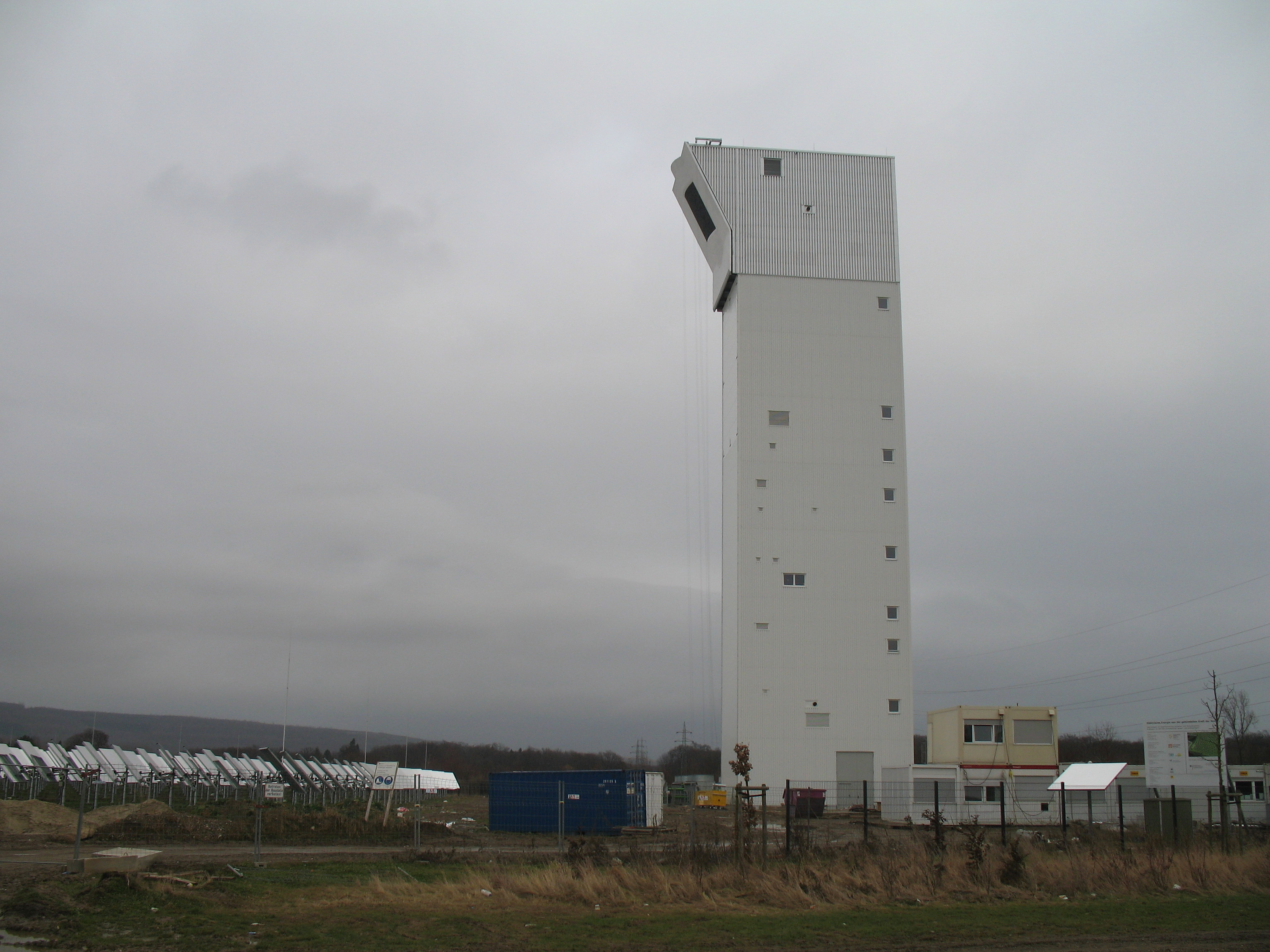
Tour solaire de la centrale solaire de Juliers

Les deux centrales prototypes solaires à héliostats, Solar One et Solar Two, d'une puissance nominale de 10 MW chacune, situées dans le désert de Mojave ont été déclassées. La tour solaire Solar Tres d'une puissance nominale de 15 MW en Espagne s'appuie sur ces projets. En Espagne, les tours solaires thermiques PS10 (11 MW) et PS20 (20 MW) ont été achevées en 2010. En Afrique du Sud, Eskom a réalisé une étude de faisabilité pour une centrale solaire de 100 MW comportant 4 000 à 5 000 héliostats, d'une surface unitaire de 140 m2. Un site, près d'Upington, a été utilisé comme site de référence pour évaluer d'autres sites potentiels,.
eSolar a dévoilé la tour solaire Sierra SunTower à l'été 2009, une centrale de 5 MW située à Lancaster, en Californie, à environ 80 km au nord de Los Angeles. Le site du projet occupe environ 8 hectares dans une vallée aride à l'ouest du désert de Mojave à 35° de latitude nord. Sierra SunTower est interconnecté au réseau de la Southern California Edison (SCE) et était la seule centrale solaire thermique à héliostats en Amérique du Nord après l’arrêt de "Solar two".
BrightSource Energy a conclu une série d'accords de vente d'électricité (jusqu'à 900 MW) avec la compagnie nord-américaine Pacific Gas and Electric Company en mars 2008. C'est le plus grand engagement d'achat d'énergie solaire jamais réalisé par un service public. BrightSource développe actuellement un certain nombre de centrale électrique solaire en Californie du Sud, avec la construction de la première centrale, la « Centrale solaire d'Ivanpah », qui a commencé à produire fin 2013 et est début 2014 la centrale solaire thermique la plus puissante au monde (377 MWe net).
En juin 2008, BrightSource Energy a inauguré un centre de développement de l'énergie solaire dans le désert israélien du Néguev. Le site, situé dans le parc industriel de Rotem, dispose de plus de 1 600 héliostats qui suivent le soleil et réfléchissent la lumière sur une tour solaire de 60 mètres de haut. L'énergie concentrée est ensuite utilisée pour chauffer une chaudière, au sommet de la tour, à 550 °C, générant de la vapeur qui est canalisée vers une turbine, où l'électricité est produite.
Abengoa a construit en Afrique du Sud Khi Solar One, centrale à tour de 205 m de hauteur et 50 MW de puissance, inaugurée le 27 août 2013.
En mars 2013, Abengoa a signé un accord avec BrightSource Energy pour construire en Californie la centrale de Palen, constituée de deux tours de 230 m (250 MW chacune), pour une mise en service prévue en 2016.

## Coût

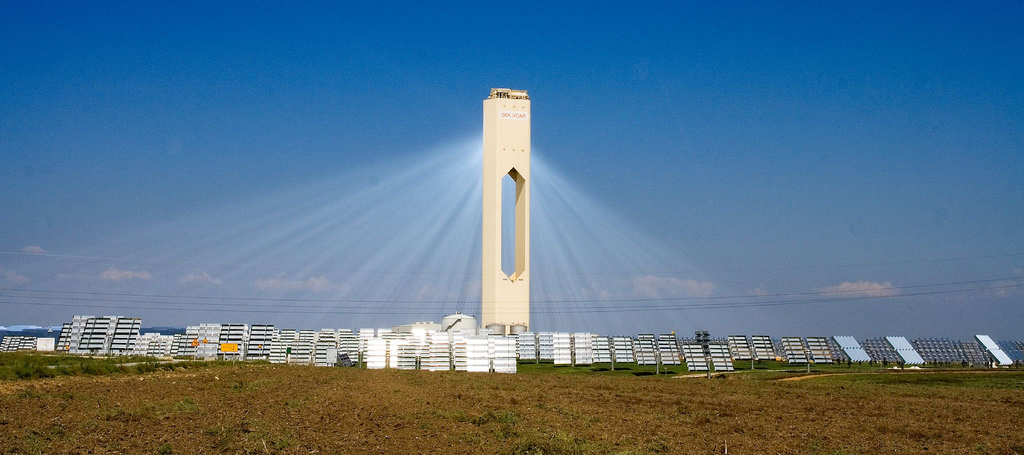
Solucar PS10 est la première centrale solaire thermique à tour au monde qui produise de l'électricité de manière commerciale.

Le National Renewable Energy Laboratory a estimé, que d'ici 2020, l'électricité pourrait être produite à partir de tours solaire pour 5,47 cents par kWh. Les sociétés comme eSolar (soutenue par Google.org) poursuivent le développement d'héliostats bon marché, ne nécessitant que peu d'entretien, et productible en masse afin de réduire les coûts dans un avenir proche. La conception d'eSolar utilise un grand nombre de petits miroirs (1,14 m2), ce qui réduit les coûts de génie civil et d'installation.
L'amélioration des fluides caloporteur, telles que le changement du système actuel à deux réservoirs (chaud/froid) pour un système à un seul réservoir à thermocline avec une charge thermique de quartzite et une couverture d'oxygène permettra d'améliorer l'efficacité du matériel et de réduire davantage les coûts.

## Conception
- Quelques tours solaire sont refroidies à l'air plutôt que par eau, afin d'éviter d'utiliser l'eau du désert dont la disponibilité est limitée[10]
- Du verre plat est utilisé au lieu de verre incurvé plus coûteux[10]
- Certaines installations stockent la chaleur dans des réservoirs de sels fondus pour continuer à produire de l'électricité alors que le soleil ne brille pas
- La vapeur est chauffée à 500 °C pour actionner des turbines qui génèrent de l'électricité

Généralement, les installations occupent de 150 hectares à 320 hectares.

## Applications commerciales

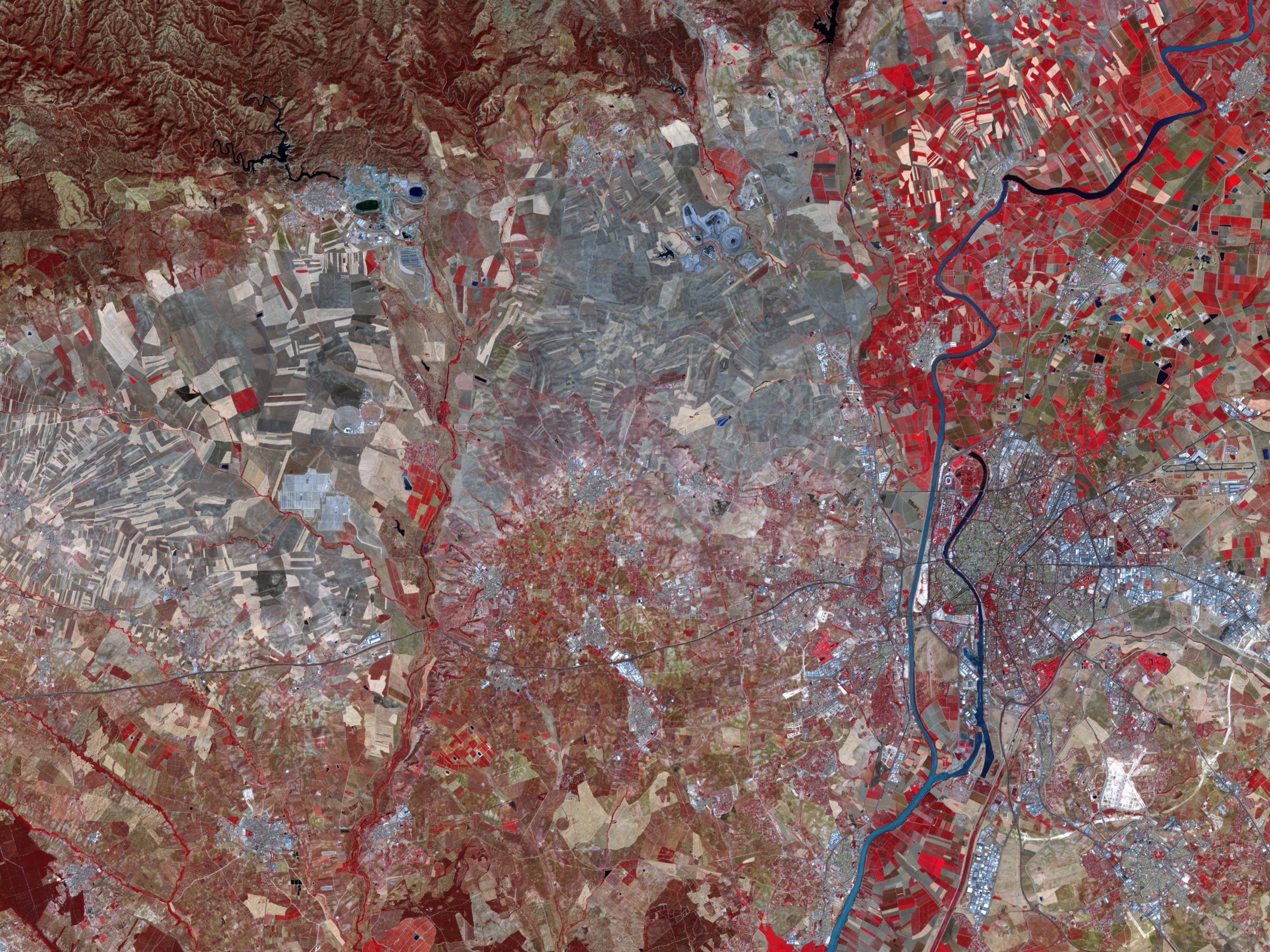
Image satellite des centrale PS10 et PS20.

Récemment, il y a eu un regain d'intérêt pour la technologie des centrales à héliostats, comme en témoigne le fait qu'il y a de nombreuses entreprises impliquées dans la planification, la conception et la construction de centrales de taille importante. Ceci est une étape importante vers l'objectif ultime qui est de développer des centrales commercialement viables. Il existe de nombreux exemples d'études de solutions innovantes pour l'énergie solaire.

## Nouvelles applications

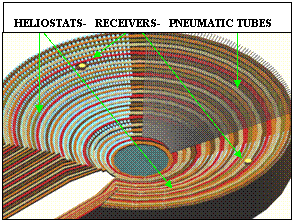
Concept de tour solaire dans un trou de mine à ciel ouvert (Mine de Bingham Canyon)

La tour solaire dans un trou de mine à ciel ouvert combine le concept de la tour solaire et de la mine à ciel ouvert désaffectée. Les centrales à tours solaires traditionnelles sont limitées en taille par la hauteur de la tour; les héliostats proches étant dans la ligne de mire (vers le récepteur) des héliostats plus éloignés. L'utilisation de la mine à ciel en "gradins" permet de surmonter cette contrainte.
Comme les tours solaires utilisent couramment de la vapeur d'eau pour actionner les turbines, et que l'eau a tendance à être rare dans les régions où les radiations solaires sont élevées, un autre avantage de fosses à ciel ouvert, c'est qu'elles ont tendance à recueillir l'eau, ayant été creusée sous la nappe phréatique. Ce type de tour solaire en fond de puits de mine utiliserait de la vapeur à basse température dans un système de cogénération. Un troisième avantage est de réhabiliter une mine à ciel ouvert, tout en réutilisant les infrastructures minières telles que les routes, les bâtiments et les installations électriques.

## Liens institutionnels
- CSIRO > Divisions > CSIRO Energy Technology
- ESTELA > Technology > Tower Technology
- « Promes Laboratory > Facilities > Solar concentrators > Themis »(Archive.org • Wikiwix • Archive.is • Google • Que faire ?)
- PSA > Facilities > Central Receiver
- Sandia National Laboratory > National Solar Thermal Test Facility > Central Receiver Test Facility > Heliostats and tower capabilities
- Weizmann Institute > Environmental Sciences & Energy Research > Research > Energy Research

- (en) Cet article est partiellement ou en totalité issu de l’article de Wikipédia en anglais intitulé « Solar power tower » (voir la liste des auteurs).